# نیزدن
نیزدن (به انگلیسی: Neasden) یک شهرک و ناحیه در بریتانیا است که در منطقه برنت لندن واقع شده‌است.